# Expedició àrtica Rae-Richardson

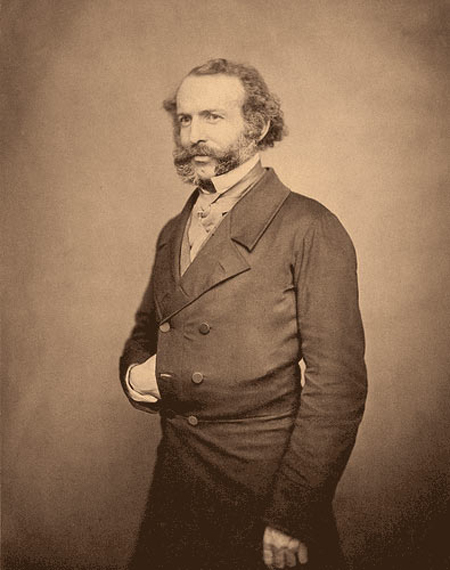
John Rae.

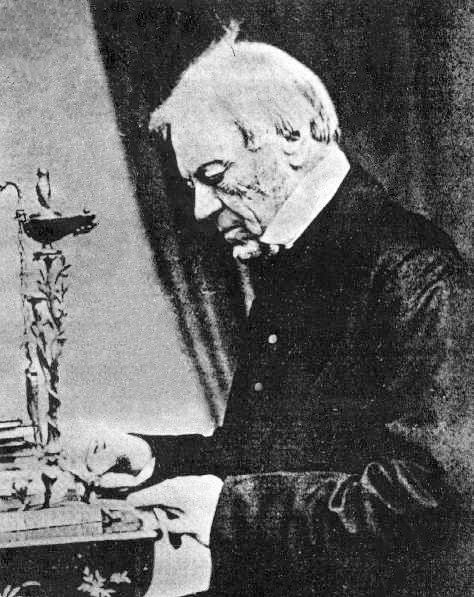
John Richardson

L'expedició àrtica Rae–Richardson de 1848 va ser un esforç primerenc del Regne Unit per determinar el destí de l'expedició perduda de Franklin. Va ser dirigida per Sir John Richardson i John Rae, l'equip va explorar les àrees accessibles al llarg de la ruta proposada per John Franklin prop dels rius Mackenzie i Coppermine. Encara que no es va aconseguir un contacte directe amb les forces de Franklin, Rae va rebre una entrevista amb els inuit de la regió i va obtenir comptes creïbles que l'equip de Franklin havia recorregut al canibalisme. Aquesta revelació va ser tan impopular va ser efectivament rebutjada per l'Almirallat britànic i l'opinió popular, i la recerca de Franklin va continuar durant diversos anys.